# Doliopsoides atlanticum
Doliopsoides atlanticum är en ryggsträngsdjursart som beskrevs av Godeaux 1996. Doliopsoides atlanticum ingår i släktet Doliopsoides och familjen Doliopsoididae. Inga underarter finns listade i Catalogue of Life.
Arten förekommer i nordvästra Atlanten. Den skiljer sig från Doliopsoides meteori genom avvikande detaljer av könsdelarna.